# 小山田真
小山田真（日语：／ Koyamada Shin：1982年3月10日—），出生在日本岡山市，日本和美国演员、電影監製、慈善家和武术家，从2000年开始定居美国洛杉矶。他可以流利地说日语和英语。因主演华纳兄弟的史诗片《末代武士》和迪士尼頻道原創電影《吴温蒂：返校斗士》而为观众所熟知。之后主演电影《希望的大地》。以精通各种武术流派而著称。

## 参与影片
- “最后的武士”里的“信忠”
- 《吴温蒂：返校斗士》里的“Shen”